# Libro primo: Acqua
Libro primo: Acqua è un romanzo scritto da Jessie James pubblicato nel 2011, che tratta in parte la prima stagione della serie animata Avatar - La leggenda di Aang e in parte il suo adattamento live action L'ultimo dominatore dell'aria.

## Capitoli
1. Capitolo primo: Il bambino con i tatuaggi
2. Capitolo secondo: L'ultimo dominatore dell'aria
3. Capitolo terzo: Il tempio dell'Aria dell'est
4. Capitolo quarto: Il comandante Zhao
5. Capitolo quinto: Il regno della Terra
6. Capitolo sesto: Kyoshi
7. Capitolo settimo: Le guerriere di Kyoshi
8. Capitolo ottavo: Lo spirito della foresta
9. Capitolo nono: La Nazione del Fuoco
10. Capitolo decimo: Il solstizio d'inverno
11. Capitolo undicesimo: Il Signore del Fuoco
12. Capitolo dodicesimo: La bottega del mare
13. Capitolo tredicesimo: La trappola
14. Capitolo quattordicesimo: Lo spettro blu
15. Capitolo quindicesimo: Amici?
16. Capitolo sedicesimo: Una sorpresa esplosiva
17. Capitolo diciassettesimo: Sensi di colpa
18. Capitolo diciottesimo: Ritorno al tempio
19. Capitolo diciannovesimo: Invenzioni pericolose
20. Capitolo ventesimo: Le aquile del vento
21. Capitolo ventunesimo: Messaggero di sventure
22. Capitolo ventiduesimo: La Tribù dell'Acqua del nord
23. Capitolo ventitreesimo: La sfida
24. Capitolo ventiquattresimo: L'assedio del nord
  1. Parte prima: La flotta del fuoco
25. Capitolo venticinquesimo: L'assedio del nord
  1. Parte seconda: Preparativi
26. Capitolo ventiseiesimo: L'assedio del nord
  1. Parte terza: Prigioniero
27. Capitolo ventisettesimo: L'assedio del nord
  1. Parte quarta: La luna scarlatta
28. Capitolo ventottesimo: La scelta di Zuko
29. Capitolo ventinovesimo: Il ritorno dell'Avatar

## Edizioni
- Jessie James, Libro primo: Acqua, collana La leggenda di Aang, Sensibili alle foglie, 2011, ISBN 978-88-89883-45-7.